# لي هوسونغ
لي هوسونغ (بالكورية: 이회성 (李恢成))‏‏ (26 فبراير 1935 في خولمسك - 5 يناير 2025) روائي، وكاتب من كوريا الجنوبية.

## الجوائز
- جائزة أكوتاغاوا[7]